# Sybota compagnuccii
Espèce
Sybota compagnuccii est une espèce d'araignées aranéomorphes de la famille des Uloboridae.

## Distribution
Cette espèce est endémique d'Argentine. Elle se rencontre dans les provinces de Neuquén, du Río Negro et du Chubut.

## Description
Le mâle holotype mesure 3,56 mm et la femelle paratype 5,25 mm.

## Étymologie
Cette espèce est nommée en l'honneur de Luis Alberto Compagnucci.

## Publication originale
- Grismado, 2007 : Description of Sybota compagnuccii, a new spider species from Patagonia, Argentina (Araneae, Uloboridae). Revista del Museo Argentino de Ciencias Naturales, Nueva Serie vol. 9, no 1, p. 89-93 (texte intégral).